# Monika Buch
Monika Buch (Valencia, 5 de marzo de 1936) es una diseñadora española que destaca por el estudio de la interrelación de formas y colores que desarrolló en la Hochschule für Gestaltung (HfG), en la ciudad alemana de Ulm. Es un referente dentro del arte óptico y cinético.

## Trayectoria
Su infancia transcurrió entre España y Alemania, donde su familia se desplazó para evitar la guerra civil española y la Segunda Guerra Mundial respectivamente. Actualmente reside en la ciudad de Utrech, en los Países Bajos.
Sus obras se caracterizan por la aplicación de progresiones de colores en matices finos combinados con estructuras geométricas y el interés por la percepción de estas. Las características de las primeras obras son las formas exactas sobre fondo oscuro y casi siempre basadas en ilusiones ópticas. Continuamente busca nuevas técnicas para poder dar forma a sus ideas.
Buch fue la primera y única española que estudió en la HfG de Ulm (Escuela Gestaltung o Escuela de Diseño de Ulm), institución heredera de la revolucionaria Escuela de la Bauhaus. Desde 1972, se dedica en exclusiva a su trabajo artístico, con investigaciones centradas en la interrelación forma-color. Su obra se fundamenta en lo que aprendió en la HfG, siendo una de las pocas creadoras que se dedicaron en el siglo XX a la abstracción geométrica.
Sus estudios en la Universidad de Utrecht (Países Bajos) en pedagogía y psicología infantil, facilitaron su trabajo en el diseño de juguetes con la fábrica holandesa ADO y, posteriormente, juegos didácticos para un proyecto de educación especial para menores de familias desfavorecidas.
Ha expuesto en distintas galerías, salas de exposiciones y museos.

## Reconocimientos
Buch formó parte en 2013 del ranking Top 10 de directoras de arte más destacadas de España creado por la Revista Gràffica con motivo del Día Internacional de la Mujer, entre las que también se incluyó a Patricia Núñez Salmerón, Clara Montagut, Astrid Stavro, P.A.R (Iris Tárraga y Lucía Castro), Todaunadama (Inés Arroyo, Ana Martínez y Emanuela Mazzone), Ena Cardenal de la Nuez, Sonia Sánchez, Marta Cerdà y Mara Rodríguez.
En reconocimiento a toda su trayectoria, en abril de 2018 la galería Pep Llabrés Art Contemporani de Palma de Mallorca inauguró la exposición Monika Buch. Movimiento Línea Color. En mayo de 2018 y marzo de 2019, la Fundación Chirivella Soriano de València y la Casa Municipal de Cultura (Puerto de Sagunto), respectivamente, acogieron Monika Buch. Trayectoria 1956/2018, muestra retrospectiva sobre Buch, a través de más de 120 obras que repasan sus 50 años de trayectoria.
En 2019, el Centro Andaluz de Arte Contemporáneo (CAAC) amplió su colección permanente en 189 obras, entre las que figuran varias de Buch. Entre los meses de marzo y abril de 2020, el Museo Francisco Sobrino de Guadalajara dedicó la exposición Monika Buch. Combinatoria modular a mostrar obra de sus diferentes etapas plasmada en 26 originales.
En 2024 tuvo lugar la exposición Monika Buch. Forma y color en Benicasim comisariada por Javier B. Martín con fondos de la Colección Ars Citerior y en la que se recogieron seis décadas de trabajo de la artista valenciana.
Su obra ha sido recogida en diferentes publicaciones como en catálogos de museos del Instituto Valenciano de Arte Moderno (IVAM) y Francisco Sobrino.